# Shuffle (musique)
Pour les articles homonymes, voir Shuffle.
Le shuffle est une figure rythmique que l'on rencontre notamment en jazz. À un rythme binaire, il substitue un rythme ternaire. Il offre ainsi plus de souplesse, plus de vie à la section rythmique, et ouvre du champ à sa créativité. Il se distingue du swing par le rapport de durée entre les deux notes de la figure : ce rapport est fixe dans le shuffle, variable dans le swing.
Le mot shuffle désigne tout d'abord la figure rythmique. Par extension, il désigne aussi le rythme.

## Origine
Le shuffle rhythm se fait connaître dans les années 1930. Le premier enregistrement est celui de Lead Pencil Blues par Johnnie Temple, en 1935.

## Théorie

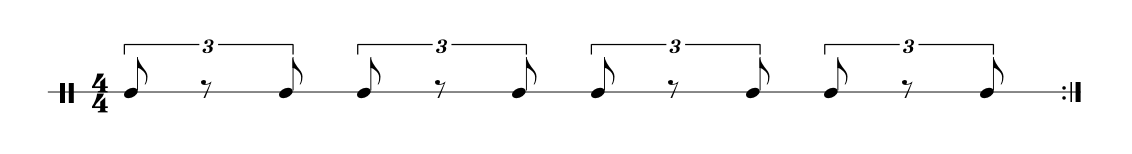
Shuffle : les quatre temps d'une mesure.

Pour passer du binaire au ternaire, on divise le temps binaire par trois : la noire devient triolet de croches. À l'écoute du triolet de shuffle, on peut penser que les deux premières croches sont liées : la première note est jouée au double de sa durée, la deuxième disparaît, la troisième reste telle quelle. Mais, sur le papier, le shuffle se présente comme un triolet comportant deux notes, séparées par un silence. Malgré l'inégalité de durée entre les deux notes, on écrit : « croche, demi-soupir, croche ». On n'est pas très loin ici du principe des « notes inégales » de la période baroque.
On appuie sur la caisse claire le deuxième et le quatrième temps de la mesure.

### Différence avec le swing
- Dans le shuffle, la durée de la première note est double de la durée de la deuxième[4].
- Dans le swing, le rapport de durée (le « swing ratio[5] ») dépend du tempo, du genre musical, du goût de l'exécutant : ce rapport peut aller d'une quasi-égalité de durée (notamment à un tempo élevé) jusqu'à se rapprocher du rapport 2/3-1/3 du shuffle (notamment à un tempo bas).

### Transcription
Il ne s'agit pas seulement de passer du binaire au ternaire : le shuffle est affaire de sensation. Il est donc d'usage de nos jours d'écrire en binaire — en indiquant simplement « Shuffle » en début de partition — et de laisser à l'interprète le soin de changer les noires en triolets de croches.

### Half time shuffle
Dans le half time shuffle, on a toujours quatre triolets de croches par mesure, mais le beat (la pulsation) tient sur deux mesures au lieu d'une : la grosse caisse est jouée sur le premier temps, et la caisse claire n'est plus appuyée sur les deuxième et quatrième temps, mais sur le troisième.
Le half time shuffle est popularisé par le batteur Bernard Purdie, et connu sous le nom de Purdie shuffle. On peut entendre Purdie lui-même rythmer les titres Home at Last (album Aja. 1977) et Babylon Sisters (album Gaucho, 1980) de Steely Dan avec son shuffle.  John Bonham exécute également son propre half time shuffle sur le morceau Fool in the Rain dans l'album de Led Zeppelin In Through the Out Door en 1979. Purdie et Bonham inspirent à Jeff Porcaro le shuffle du titre Rosanna de Toto. Des batteurs comme Dave Weckl ou David Garibald sont eux aussi inspirés par le Purdie Shuffle.

## Dans les genres

### Jazz
Le jazz se joue souvent en shuffle. Le tempo peut être de très bas à très élevé. Le half time shuffle est parfois utilisé.

### Boogie-woogie
Le boogie-woogie a un rythme shuffle. Le tempo est généralement moyen ou un peu plus élevé.

### Rockabilly
C'est sur le shuffle que repose l'essentiel de la technique rockabilly.

### Country
Le 1er mars 1956, alors que le rock 'n' roll entreprend de chasser les autres genres du classement du Billboard, Ray Price enregistre Crazy Arms. Il y introduit la batterie, la contrebasse et le shuffle, ouvrant ainsi une nouvelle voie à la country.

### Musique jamaïcaine
À la fin des années 1950, apparaît le shuffle jamaïcain, fusion de rhythm and blues, de jazz et de mento empruntant des éléments de rythme au swing et au boogie-woogie. Il était joué par des musiciens jamaïcains qui essayaient de reproduire les chansons des jazzmen noir américains qu'ils entendaient sur les radios de Miami et de La Nouvelle-Orléans, en les mêlant aux rythmes qu'ils savaient déjà jouer (mento, calypso, merengue...). La basse est puissante et le rythme de guitare est déjà syncopé et plus rapide. En 1960, apparaît le ska, qui vient du jazz et du mento : le ska emprunte au mento le beat à contretemps de la guitare, le skank. À partir de 1964, le ska se transforme en rocksteady, dont le shuffle devient un des éléments spécifiques. Le temps fort est marqué sur le troisième temps. La voie est ouverte pour le reggae, à partir de 1968. Le skank du ska y est très souvent remplacé par le « shuffle de l'orgue ».

### Funk
Le half time shuffle est très utilisé en funk .

## Exemples célèbres
- Johnnie Temple, Lead Pencil Blues[16], enregistré le 14 mai 1935, paru en 1935[17].
- Jan Savitt, Shuffle Rhythm, 1937[18].
- Robert Johnson, Sweet Home Chicago, 1937[19].
- Arthur "Guitar Boogie" Smith enregistre en 1945, avec The Tennessee Ramblers, Guitar Boogie[20]. Le morceau est repris par de nombreux musiciens (Les Paul, Al Caiola...) Une version rock 'n' roll, Guitar Boogie Shuffle, est enregistrée en 1959 par Frank Virtue and the Virtuoso Trio (qui deviendra The Virtues), avec Jimmy Bruno senior à la guitare solo[21].
- Louis Jordan, Choo Choo Ch' Boogie, 1946[18].
- Bill Doggett, Honky Tonk, février 1956[15].
- Gene Vincent and His Blue Caps, Be-Bop-A-Lula, juin 1956[22].
- Bob & Earl, Harlem Shuffle, 1963[15].
- B. B. King, album Live at the Regal, 1965[23].
- The Doors, Roadhouse blues, 1970[24].
- ZZ Top, La Grange, 1973[24]. Le batteur est Frank Beard. Le tempo est de 160 bpm[25].
- Led Zeppelin, Fool In The Rain, 1979. Essentiellement du Purdie shuffle. Le batteur est John Bonham[26].
- Toto, Rosanna, 1982[27]. Half time shuffle. Le batteur est Jeff Porcaro.
- Michael Jackson, The way you make me feel, 1987
- Shania Twain, Man! I feel like a woman!, 1999

On trouve également le shuffle dans le jeu de musiciens comme John Lee Hooker, Freddie King, Albert King, Steely Dan, Stevie Ray Vaughan.